# 救世主教堂 (基輔)
救世主教堂（烏克蘭語：Церква Спаса на Берестові）是位於烏克蘭首都基輔的一座教堂，鄰近洞窟修道院。教堂最初建於11至12世紀之交時期，但現在的教堂修建於17世紀。